# Vladimír Cupák
Vladimír Cupák (4. července 1912 Brno – 12. září 1993 Jindřichův Hradec) byl příslušník československé zahraniční armády, který bojoval v rámci Royal Air Force a který byl po druhé světové válce pronásledován komunistickým režimem.

## Život
Narodil se v Brně. Byl vyučený typograf. Během druhé světové války vstoupil do československé zahraniční armády. Stal se palubním střelcem u 311. československá bombardovací perutě RAF, u které nalétal 200 operačních hodin. Po absolvování radiooperátorského výcviku byl zařazen k 68. peruti RAF, u které působil od 22. prosince 1942 do 22. června 1944. Potom působil na inspektorátu česoslovenského letectva v Londýně. Od 4. května do 2. srpna 1945 působil jako navigátor u amerického leteckého přidělence v Oslu.
Po návratu do Československa působil v československé armádě. Dne 1. ledna 1945 byl povýšen na kapitána. Po únoru 1948 byl z armády propuštěn. Začátkem 50. let 20. stol. byl nezákonně vězněn ve věznici Mírov. Po propuštění z Mírova pracoval většinou v dělnických profesích. Po listopadu 1989 byl rehabilitován a byla mu udělena hodnost plukovníka československé armády, ve výslužbě.

## Vyznamenání
- Československá medaile Za chrabrost před nepřítelem
- Československý válečný kříž 1939
- Československá medaile za zásluhy, I. stupně
- Hvězda 1939–1945

- Řád Milana Rastislava Štefánika, III. třídy[5]